# État d'Idel-Oural
État d'Idel-Oural
Урало-Волжская Республика
L'État Idel-Oural était une république tatare de courte durée (1917 - 1918) située à Kazan, qui prétendait unir les Tatars, les Bachkirs, les Allemands de la Volga et les Tchouvaches dans la tourmente de la guerre civile russe. Souvent considérée comme une tentative de recréer le khanat de Kazan, la république a été proclamée le 1er mars 1918 par un congrès des musulmans de Russie et de la Sibérie[réf. nécessaire]. Le nom « Idel-Oural » signifie « Volga-Oural » en langue tatare. 
La République, qui ne comprenait en réalité que certaines parties du Kazan, fut rapidement défaite par l'Armée rouge le 28 mars 1918,,. 
Le président d'Idel-Oural, Sadrí Maqsudí Arsal, s'est enfui en Finlande en 1918. Il y a été bien accueilli par le ministre des affaires étrangères finlandais, qui s'est rappelé sa défense vaillante de l'autodétermination nationale et des droits constitutionnels de la Finlande à la Douma russe. Le président en exil a également rencontré des responsables estoniens avant de se rendre en 1919 en Suède, en Allemagne et en France, en quête d'un soutien occidental. Durant la guerre froide, dans le droit public des États-Unis, Idel-Oural figurait parmi les « nations captives », au sens de la loi du Congrès PL 86-90 de 1959. 

## Remarques
1. ↑  The Trans Bulak Republic- view after 85 years
2. ↑  Commissar and Mullah: Soviet-Muslim Policy from 1917 to 1924, Glenn L. Roberts, Universal-Publishers, 2007, p.178
3. ↑  The New Central Asia: The Creation of Nations, Olivier Roy, I.B.Tauris, 2000, p.44
4. ↑  John Coert Campbell, American Policy Toward Communist Eastern Europe: the Choices Ahead, University of Minnesota Press, 1965 (ISBN 0-8166-0345-6, lire en ligne), p. 116